# 朝鮮藝術賞
朝鮮藝術賞（ちょうせんげいじゅつしょう）は、日本統治時代の朝鮮における芸術の振興を目的として、各方面の芸術活動を表彰する為に創設された賞。日本の敗戦にともない、1945年の第6回を最後に終了。

## 成立
かねてから、朝鮮における芸術振興の為に毎年のようにモダン日本社へ資金提供を続けてきた菊池寛の意志を実現させるべく、創設された。1939年10月にモダン日本社が東京と京城に設置した朝鮮藝術賞委員会によって選考、授賞された。文学作品である場合には、芥川賞委員会に委託された。

## 選考対象
前年の1月から12月までの間に、朝鮮で発表された文学、演劇、映画、舞踊、音楽、会話、美術などの分野において、1部門1人、1作品若しくは1団体に限り選考、授賞された。賞の選考と授与は毎年1回行われ、受賞者は毎年3月にモダン日本朝鮮版4月号で発表され、賞金500円が贈呈された。

## 受賞者一覧

### 第一回
- 選考委員

代表 – 菊池寛
文学 – 久米正雄、佐藤春夫、宇野浩二、横光利一、川端康成、瀧井孝作、山本有三、佐々木茂索、谷崎潤一郎、小島政二郎、室生犀星、菊池寛
映画 – 長谷川如是閑、谷川徹三、中村武羅夫、浜本浩、岩崎昶、筈見恒夫、飯島正、板垣鷹穂、内田岐三雄
演劇 – 藤森成吉、村山知義、関口次郎、秋田雨雀、長田秀雄、北村喜八
美術 – 石井柏亭、結城素明
音楽 – 山田耕筰、近衛秀麿、田村虎蔵、増沢健美、小松耕輔、野村光一、堀内敬三、太田綾子、萩原英一、鈴木乃婦子
舞踊 – 石井漠、高田せい子
- 受賞者

文学 - 李光洙『無明』

### 第二回
この回以降の審査は、朝鮮文人協会によって行われることとなった。
- 受賞者

文学 – 李泰俊
会話 – 高義東
舞踊 – 韓成俊

### 第三回
詳細不詳

### 第四回
- 受賞者

文学 – 李無影『青瓦の家』
美術 – 盧寿鉉
演劇 – 移動劇団第一隊
音楽 – 咸和鎮

### 第五回
- 受賞者

文学 – 松村紘一『手に手を』
美術 – 李像範

### 第六回
- 受賞者

文学 – 朴鍾和
音楽 – 厚生栄団

## 参考資料
- 半島に渡った日本語・日本語文学